# Donna Summer
LaDonna Adrian Gaines, bolj znana kot Donna Summer, ameriška pevka, 31. december 1948, Boston, Massachusetts, Združene države Amerike, † 17. maj 2012, Naples, Florida.
Svojo popularnost je razvila v obdobju diska, zato jo nekateri imenujejo tudi »kraljica diska«. Osvojila je 5 grammyjev in 6 ameriških glasbenih nagrad.

## Kariera
Donna Summer je bila tudi pred začetkom svoje samostojne kariere uspešna pevka. Čeprav je bila bolj znana po svojih disko ritmih, je izvajala tudi rock in pop. Je ena izmed najuspešnejših glasbenic 70-tih. Njeni trije albumi so bili dolgo časa tudi številka ena na ameriški glasbeni lestvici. Postala je prva glasbenica, ki je izdala štiri single v manj kot enem letu. Njen največji hit je skladba »Hot Stuff«.

## Smrt
17. maja 2012 je Donna Summer umrla na svojem domu v Naplesu na Floridi v 64. letu starosti zaradi raka na pljučih. Njen pogreb je 23. maja istega leta prenašala tudi CNN, udeležili pa so se ga ameriški predsednikBarack Obama, ki je na pogrebu tudi govoril, Janet Jackson, Cher, Gloria Gaynor in še nekatere druge zvezde.  

## Diskografija

### Albumi
- Lady of the Night (1974)
- Love to Love You Baby (1975)
- A Love Trilogy (1976)
- Four Seasons of Love (1976)
- I Remember Yesterday (1977)
- Once Upon a Time (1977)
- Bad Girls (1979)
- The Wanderer (1980)
- I'm a Rainbow (1981)
- Donna Summer (1982)
- She Works Hard for the Money (1983)
- Cats Without Claws (1984)
- All Systems Go (1987)
- Another Place and Time (1989)
- Mistaken Identity (1991)
- Christmas Spirit (1994)
- Crayons (2008)